# Тобіас Б'єрґ
Тобіас Б'єрґ (дан. Tobias Bjerg, 21 квітня 1998) — данський плавець.
Учасник Олімпійських Ігор 2020 року.
Призер Чемпіонату Європи з плавання на короткій воді 2019 року.